# Groeischijf

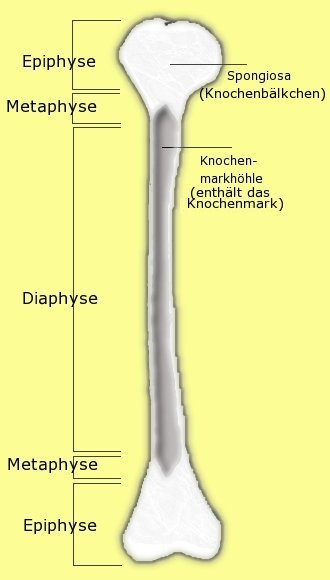
Pijpbeen

De groeischijf, ook wel  epifysaire schijf genoemd, is de plaats waar pijpbeenderen (de beenderen van boven- en onderarm, sleutelbeen, dijbeen en onderbeen) van zoogdieren zoals de mens langer worden. Een bot van arm of been bestaat uit één diafyse, twee metafysen en twee epifysen. De diafyse is het middenstuk, dat aan beide uiteinden geflankeerd wordt door een metafyse. Bovenop iedere metafyse ligt de groeischijf, die soms ook epifyse wordt genoemd. Bij nog niet volgroeide mensen scheidt de groeischijf, die uit niet-verkalkt kraakbeen bestaat, de metafysen van de epifysen. Hier vormt zich nieuw bot waardoor het bot als geheel langer wordt.
Beschadiging van de groeischijf kan leiden tot vertraging van de groei of een groeistop van het bot. Is het individu uitgegroeid dan verbeent ook de groeischijf.
Voor de volgorde waarin de groeischijven verdwijnen ('zich sluiten') bestaat een min of meer vaste volgorde en dit gebeurt tot op zekere hoogte op een voorspelbare leeftijd (de puberteit). Aan de hand van röntgenfoto's van bepaalde botten, of aan skeletten van nog niet volgroeide individuen kan dan ook vrij nauwkeurig de leeftijd worden bepaald, tot een jaar of 21 bij mensen.
Tijdens de puberteit worden er geslachtshormonen gemaakt (testosteron en oestrogeen). Die stimuleren de afgifte van het groeihormoon. Het groeihormoon stimuleert de groei van weefsel (vooral botweefsel), opname aminozuren, aanmaken van eiwitten en afbreken van vetten. Door het geslachthormoon krijg je een groeispurt. Na de puberteit zorgt het geslachtshormoon er weer voor dat de groei stop wordt gezet. Dit gebeurt door de sluiting van de groeischijven.
Bij ontbreken of abnormale ontwikkeling van de groeischijven ontstaat een vorm van dwerggroei waarbij de romp vrijwel normaal is maar de armen en benen korter blijven, bijvoorbeeld de achondroplasie.
schedel · wervelkolom · borstkas · borstbeen · schoudergordel · arm · bekkengordel · been

bot · gewricht · botten van de mens